# کوکوا-کولل
کوکوا-کولل (ترکی آذربایجانی: Kokva-Kolel) یک منطقهٔ مسکونی در جمهوری آرتساخ است که در استان هادروت واقع شده‌است.